# Otto van Tussenbroek

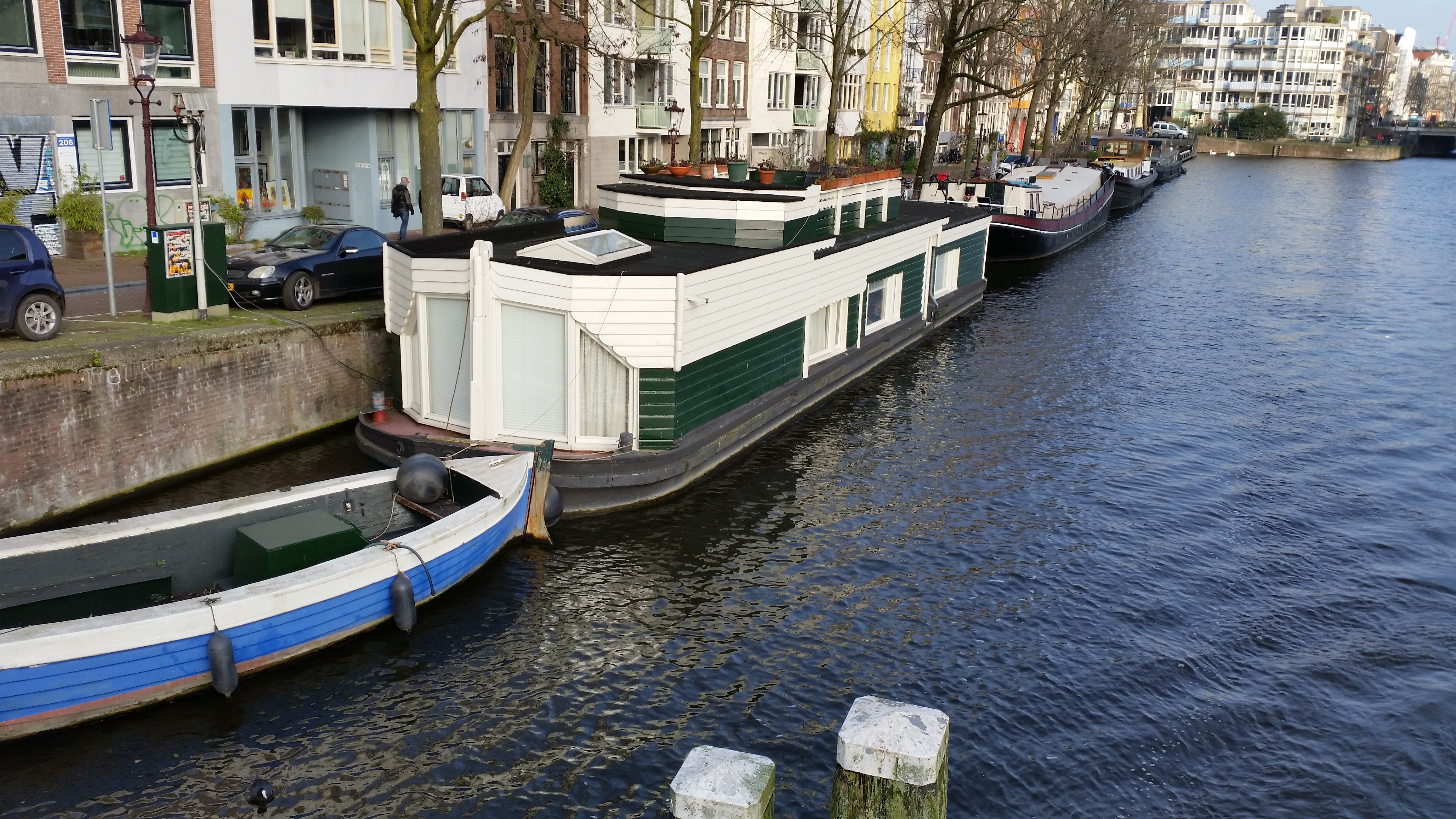
Woonschip De Wiekslag aan de Zwanenburgwal (januari 2020)

Otto van Tussenbroek (Leiden, 5 februari 1882 – Blaricum, 6 april 1957) was een Nederlands graficus, monumentaal kunstenaar, kunstschilder, tekenaar, museumdirecteur, vervaardiger van mozaïeken, industrieel ontwerper, fotograaf en auteur.

## Leven en werk
Van Tussenbroek was een zoon van kandidaat-notaris Otto Willem Pieter van Tussenbroek en Kate Southernwood. Hij was een jongere broer van poppenmaker Harry van Tussenbroek.
Van Tussenbroek genoot opleidingen bij de Tekenschool Pictura in Dordrecht en de Académie Julian in Parijs in de jaren 1905 tot 1908. Hij was een leerling van Emanuel Ernest Gerardus van der Ven. Hij was van 1918 tot 1923 directeur van het Museum van Kunstnijverheid in Haarlem en vanaf 1939 hoofdredacteur van het Maandblad Interieur en Ambacht.
Zijn onderwerpen betroffen bloemstillevens, dieren, portretten,  stadsgezichten en landschappen. Hij was ook boekbandontwerper en ontwierp de twee banden voor Brusse, De Poppen van Harry van Tussenbroek en De Rinkelbel, voor Wolters Epiek en Lyriek en voor de boeken van C. Jinarajadasa: Grondbeginselen der kunstuitdrukking en Wat zullen wij Leeren van de Theosophische Uitgeverij.  Van Tussenbroek werkte ook voor de Koninklijke Hollandse Pijpen- en Aardewerkfabriek Goedewaagen. Hij was lid van Teekengenootschap Pictura in Dordrecht.
Hij werkte in Brugge van 1907 tot 1908, daarna in Parijs, Leiden, Dordrecht, Diest, De Kempen, Laren (Noord-Holland), Nieuwer-Amstel (Amstelveen), Haarlem, Utrecht en Blaricum van 1952 tot 1957.
Als industrieel vormgever ontwierp hij apparaten voor Van der Heem in Den Haag, zoals radiotoestellen en stofzuigers.

## Varia
Otto van Tussenbroek ontving op een bepaald moment een rijke erfenis. Daardoor was hij in staat opdracht te geven tot het ontwerpen en bouwen van het woonschip De Wiekslag. Architect Anthonie Pieter Smits ging voor hem aan het werk. De eisen die Van Tussenbroek stelde waren dat het woonschip bijzonder moest zijn, gerieflijk, degelijk én makkelijk verplaatsbaar want hij wilde zomers in de natuur wonen en 's winters in de stad.
In 1924 bestond het woonschip op papier. Kort daarna werd het gebouwd bij de Haarlemse Scheepsbouw Maatschappij. Het schip was ontworpen in de stijl van de Amsterdamse School. Na voltooiing betrok Van Tussenbroek het woonschip op een plek in Haarlem en kreeg daar een ligplaats in de Zuider-Buiten-Spaarne. Aan boord van het woonschip ging Van Tussenbroek beginnen met het maken van batikshawls en ander batiktextiel. Later ging hij met zijn schip naar Utrecht.
In 1928 leende hij zijn schip tijdelijk uit aan de glaskunstenaar Andries Copier en zijn vrouw. Terwijl het was afgemeerd in Leerdam werd aan boord van De Wiekslag hun kind geboren.

## Bron
- Biografische gegevens bij het RKD-Nederlands Instituut voor Kunstgeschiedenis

- Biografisch Portaal: 53181728
- Digitale Bibliotheek voor de Nederlandse Letteren: tuss001
- International Standard Name Identifier: 0000 0000 4926 1595
- Library of Congress Control Number: no2007082396
- Nederlandse Thesaurus van Auteursnamen: 068223374
- PIC: 390318
- RKD-Nederlands Instituut voor Kunstgeschiedenis: 78561
- Virtual International Authority File: 46544783
- WorldCat: E39PBJyhh7Vp7CKCDfmRTTjjYP